# کاکوآن-جی
کاکوآن-جی (به ژاپنی: 額安寺 Kakuan-ji)، یک معبد بودایی در  یاماتوکوری‌یاما، نارا ، استان نارا در ژاپن است.